# PiHKAL
PiHKAL: A Chemical Love Story est un livre écrit par le chimiste et pharmacologue californien Alexander Shulgin et son épouse Ann Shulgin. Paru en 1991, il est uniquement disponible en anglais. Le mot « PiHKAL » est l'acronyme de « Phenethylamines I Have Known And Loved » (Phénéthylamines que j'ai connues et aimées) en référence explicite aux phényléthylamines, famille chimique qui comporte de nombreuses substances psychotropes aux effets psychédéliques dont l'étude compose la matière de l'ouvrage.
Le livre se divise en deux parties. La première est une autobiographie partiellement romancée qui met en scène Shura et Alice, deux personnages alter ego d'Alexander et Ann Shulgin. La seconde est une étude systématique de 179 phényléthylamines synthétisées par Alexander Shulgin et pour la plupart testées par lui-même et/ou certains de ses proches dans le but de déterminer l'existence, la nature et l'intensité de leurs éventuels effets psychotropes et en particulier psychédéliques. 
Bien que comprenant toutes les indications nécessaires à la synthèse de substances souvent illégales ou, au mieux, non réglementées au moment de sa parution, cet ouvrage a pu être largement diffusé aux États-Unis au nom de la libre circulation des informations.

## Résumé

### Livre I: L'histoire d'amour
Cette partie, intitulée Book 1: The love story, est une autobiographie romancée des deux auteurs dont les thématiques principales sont l'enfance, l'amour, la sexualité, et bien sûr les expériences psychédéliques souvent (mais pas toujours) induites par la consommation de substances psychotropes. Elle est subdivisée en trois sous-parties. Dans la première (Shura's voice) Alexander Shulgin revient sur son enfance, ses premiers contacts avec les substances psychotropes à l'armée (morphine et prémédication à l'anesthésie générale) puis dans la vie civile (mescaline) et la naissance de son attrait pour ce domaine de recherche et d'expérimentation scientifique et personnelle. Il raconte aussi ses expériences personnelles (trip reports) avec d'autres substances psychédéliques (TMA, MMDA, MEM, DOM, MDMA et ALEPH-1 notamment).
La deuxième sous-partie (Alice's voice), écrite par Ann Shulgin, s'ouvre sur le récit des états modifiés de conscience dont elle fait l'expérience depuis l'enfance et qu'elle recherche sans parvenir à les contrôler complètement. Elle aussi a vécu une expérience de jeunesse avec la mescaline qui l'a fortement marquée. Une part importante de son récit est consacrée à sa rencontre avec Alexander Shulgin alias Shura, alors qu'ils sont tous les deux d'âge mûr et après le décès tragique de la première femme d'Alexander. Alors qu'Alice a eu un coup de foudre pour Shura, leur relation prend la forme d'un triangle amoureux car il reste lié à une amante nommée Ursula qui vit avec son mari en Allemagne. L'union d'Alice et Shura est retardée par les manœuvres d'Ursula, décrite comme manipulatrice, qui promet perpétuellement à Shura de divorcer et de le rejoindre sans jamais mettre ce plan à exécution. Cette partie s'achève sur la rupture avec Ursula suivie du mariage d'Alice et Shura.
La troisième sous-partie (Both voices) est l'histoire du couple formé par Ann et Alexander Shulgin. Elle est relatée sous forme de chapitres écrits tantôt par Alice-Ann, tantôt par Shura-Alexander. On y trouve le récit de plusieurs expériences psychédéliques intenses vécues par Alice, notamment une « crise spirituelle » d'une durée de sept jours déclenchée par la prise d'une substance apparemment inactive nommée DESOXY. D'autres chapitres contiennent des trip reports relatifs à la prise de substances de la série « 2C-x » (2C-I, 2C-E, 2C-T-4 et 2C-T-7 notamment). Cette partie se conclut sur une conférence donnée par Alexander Shulgin à l'Université de Californie de Berkeley, où il expose ses vues politiques au sujet de la répression légale de l'usage des substances psychédéliques aux États-Unis et des conséquences, à son avis délétères, de cette répression sur les libertés individuelles.

### Livre II: L'histoire chimique
Cette partie (Book 2: The chemical story) se compose principalement de 179 monographies consacrées à l'une des phénéthylamines synthétisées – et souvent inventées – par Alexander Shulgin. Ces monographies sont structurées autour d'un plan systématiquement respecté :
- dénomination de la substance (avec une abréviation choisie par l'auteur, souvent un acronyme) ;
- protocole détaillé de synthèse à l'échelle du laboratoire ;
- dosage (intervalle des quantités actives en milligrammes, avec la voie d'administration) ;
- durée de l'effet ;
- commentaires qualitatifs : brefs trip reports de différents utilisateurs avec différents dosages (précisés en marge de chaque commentaire) ;
- compléments et explications : remarques de l'auteur (parfois très détaillées) sur le contexte ayant conduit à synthétiser la substance, les relations structure-activité (en) connues ou supposées, les directions envisagées pour les recherches futures (synthèse de dérivés, essai d'autre doses, suspicion d'effets toxiques indiquant de suspendre l'expérimentation humaine etc).

L'un des aspects remarquables de cette partie est l'emploi très fréquent dans les commentaires qualitatifs de l'échelle de Shulgin (en) : il s'agit de la mesure subjective de l'intensité d'une expérience psychédélique, réalisée par l'utilisateur en comparant ses perceptions avec une échelle à six niveaux prédéfinis.

## Analyse et critique
Les différentes parties du livre ont été diversement appréciées. Le psychiatre Scott Alexander, tout en appréciant la partie portant sur les psychédéliques, a jugé assez sévèrement la partie "Alice's voice", la comparant à « de la très mauvaise fanfiction ». Il relève le possible intérêt des psychédéliques pour la psychiatrie, mais déplore l'approche de Shulgin, qui se borne à insister sur l'importance de son travail avant d'aligner les composés sans considération pour leur possible usage thérapeutique. Scott Alexander relève qu'une partie de l'intérêt du livre est plus anthropologique et ethnographique que scientifique : "Their social circle consisted of a mishmash of scientists, underachieving geniuses, mental health professionals, hippies, and people convinced that their new projects were going to save the world – all in the context of Berkeley and the Bay Area. This is also my social circle, thirty years later, so it’s interesting to see how things have changed and how they’ve stayed the same" - « Leur entourage était un mélange de scientifiques, de génies désoeuvrés, de professionnels de la santé mentale, de hippies, et de personnes convaincues que leur nouveau projet allait sauver le monde, le tout dans le contexte de Berkeley et de la région de la baie de San Francisco. C'est également mon cercle social, trente ans plus tard, il m'est donc intéressant de voir comment les choses ont changé ou pas. ».
David Gems, professeur à l'University College de Londres, replace ce livre dans le contexte de la War on Drugs alors menée par le gouvernement américain, et note que le travail de Shulgin, empreint d'objectivité et de scepticisme scientifique, a pu contribuer à réhabiliter l'image publique des psychédéliques. En effet, ceux-ci étaient encore trop souvent associés au mysticisme et à la psychanalyse, et plus généralement aux pratiquants des pseudo-sciences. Gems considère ainsi Timothy Leary, militant pour les psychédéliques, comme partiellement responsable de la dégradation de leur réputation.
Bradley Lenz, chercheur en histoire de la pharmacie, fait preuve de beaucoup d'enthousiasme pour l’œuvre des Shulgin, n'hésitant pas à les comparer au mythique Jason : "There is a striking similarity between the tale of Jason (...), and the plot of PIHKAL. In the ancient tale, Jason and his crew of fellow “argonauts,” sailed (...) in search of a Golden Fleece that had the power to heal any and all who came into contact with it (...)  The Golden Fleece of Jason, and the phenethylamines of Sasha Shulgin, are one and the same." - « Il y a une similitude frappante entre le mythe de Jason et l'histoire relatée dans PiHKAL. Dans le conte antique, Jason et les argonautes ont fait voile à la recherche de la Toison d'or qui aurait le pouvoir de guérir tous ceux qui venaient en contact avec elle. La toison d'or de Jason, et les phénéthylamines de Sasha Shulgin, sont une seule et même chose. ».